# 220 mm корабно оръдие СМ-40
220 mm корабно оръдие СМ-40 е съветско корабно оръдие с калибър 220 mm. Оръдията от типа СМ-40 в трицевни установки са предназначени за главно въоръжение на тежките крайцери от проекта 66 на Военноморския флот на СССР. Оръдието и установка са проектирани от ЦКБ-34. Оръдието е представено за изпитания през 1954 г. Отказа от строителството на крайцерите от проекта 66 води до прекратяването на последващата разработка на оръдията СМ-40 и куполните установки СМ-6.